# Kirchlinteln
Kirchlinteln è un comune di 10 054 abitanti della Bassa Sassonia, in Germania.
Appartiene al circondario (Landkreis) di Verden (targa VER).